# Dubová (Bratislava)
Dubová (in ungherese Cserfalu, in tedesco Wernersdorf) è un comune della Slovacchia facente parte del distretto di Pezinok, nella regione di Bratislava.